# Serica pulvinosa
Serica pulvinosa är en skalbaggsart som beskrevs av Frey 1972. Serica pulvinosa ingår i släktet Serica och familjen Melolonthidae. Inga underarter finns listade i Catalogue of Life.